# The Good Earth

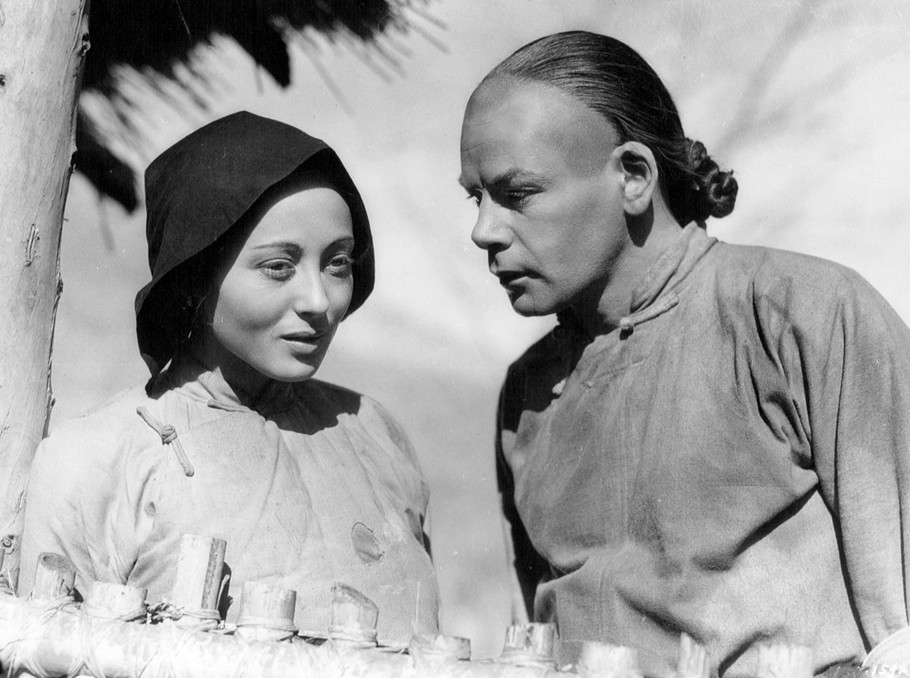
Luise Rainer i Paul Muni en un fotograma de la pel·lícula

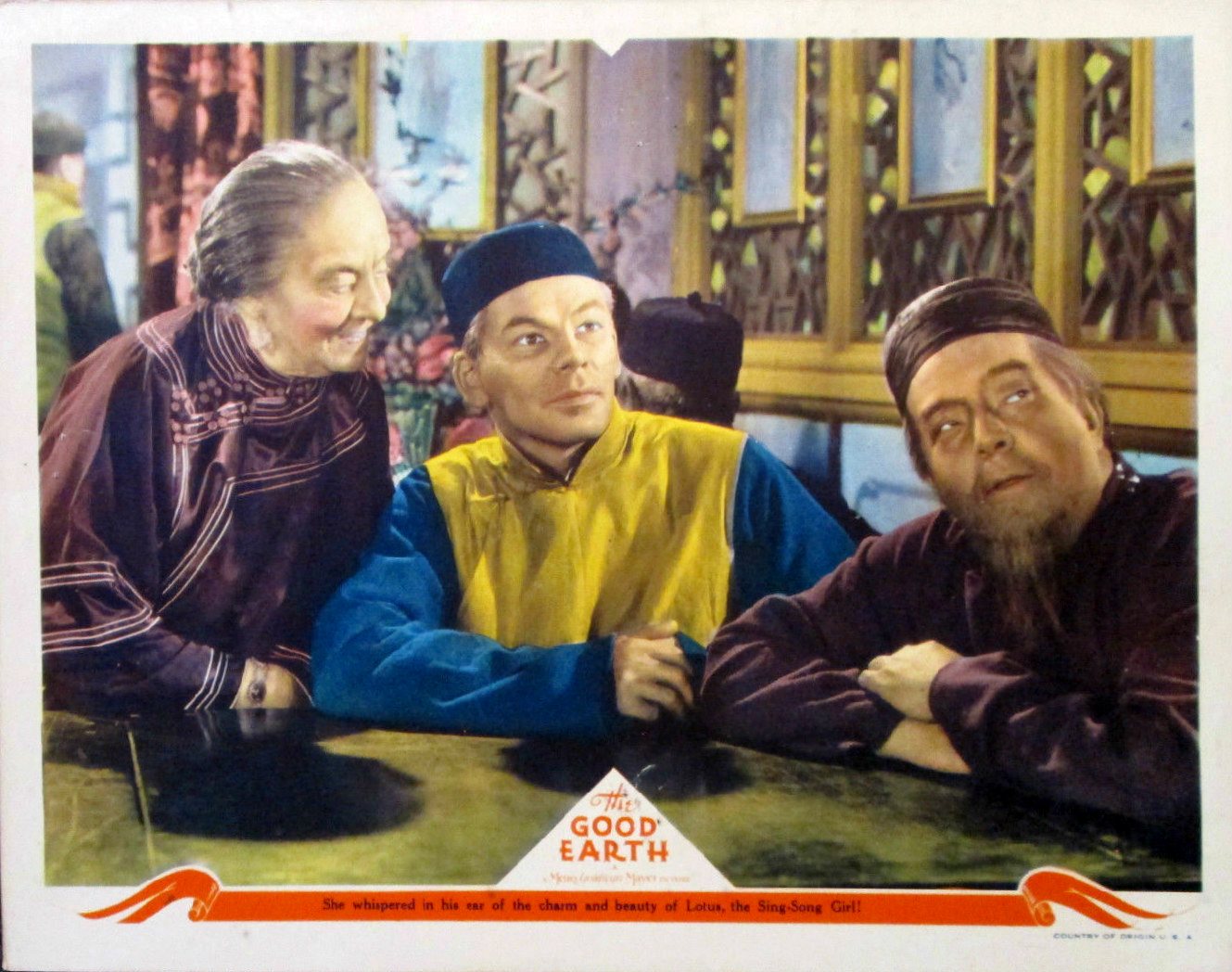
Targeta de propaganda de la pel·lícula

The Good Earth és una pel·lícula sobre uns grangers xinesos que lluiten per sobreviure dirigida per Sidney Franklin i protagonitzada per Paul Muni i Luise Rainer. Tot i que no consten als crèdits, Victor Fleming i Gustav Machaty contribuïren en la direcció. Basada en la novel·la homònima de Pearl S. Buck, fou adaptada al cinema per Talbot Jennings, Tess Slesinger i Claudine West. Es va estrenar el 6 d’agost de 1937 i fou nominada en cinc categories en els Premis Oscar de 1937, aconseguint els premis a millor actriu i millor fotografia.

## Argument
Al nord de la Xina, abans de la Primera Guerra Mundial, el jove agricultor Wang Lung es casa amb O-Lan, una esclava de la Casa Gran, la residència de la família més poderosa del seu poble. O-Lan demostra ser una dona excel·lent, treballadora i que mai es queixa. Amb el temps, Wang Lung prospera i compra més terres i la parella té dos fills i una filla. Mentrestant, la Casa Gran comença a decaure.
Tot va bé fins que una sequera i la fam que en resulta condueixen la família al límit. O-Lan dona a llum una segona filla però la mata poc després de néixer per estalviar-la de la fam. Desesperat, Wang Lung vol fer cas del consell del seu oncle pessimista de vendre la seva terra per poder menjar, però O-Lan s'hi oposa. Decideixen viatjar cap al sud, a ciutat, a la recerca de feina. La família sobreviu demanant caritat i robant. Quan un revolucionari pronuncia un discurs per de recolzament a l'exèrcit que s'acosta des del nord malgrat la pluja, Wang Lung i O-Lan s'adonen que la sequera ha acabat. Volen tornar a la seva granja però no tenen diners per a un bou, llavor i menjar. Amb la revolta, la ciutat canvia de mans i O-Lan s'uneix a la multitud que vol saquejar una mansió però és atropellada i trepitjada. Quan hi pot entrar troba amb una bossa de joies que en la confusió ningú ha vist. Aquesta permet a la família tornar a casa i prosperar una vegada més. O-Lan només demana guardar dues perles per ella mateixa.
Passen els anys i els fills de Wang Lung esdevenen homes joves educats, i ell s'ha fet tan ric que compra la Casa Gran. Llavors, Wang Lung s'enamora amb de, una bonica i jove ballarina de la casa de te local, la converteix en la seva segona dona i comença a criticar el que fa la marcida O-Lan. Desesperat per guanyar-se l'afecte de Lotus, Wang Lung li regala les perles d'O-Lan. Wang Lung descobreix que Lotus ha seduït el seu fill petit i ordena a aquest que marxi. Més tard un eixam de llagostes amenaça tot el poble. Gràcies una estratègia ideada pel fill gran, tothom s'uneix per intentar salvar les collites. Just quan tot sembla perdut el vent canvia de direcció allunyant el perill. El quasi desastre fa que a Wang Lung li retorni el seny i es reconcilia amb el fill menor. El dia del casament, Wang Lung torna les perles a O-Lan però ella mor completament esgotada per una vida dura. Sense pertorbar les festivitats del casament, Wang Lung surt tranquil·lament de casa i mira un presseguer florit plantat per O-Lan el dia del seu casament. Amb reverència murmura: "O-Lan, tu ets la terra".

## Repartiment
- Paul Muni (Wang)
- Luise Rainer (O-Lan)
- Walter Connolly (oncle)
- Tilly Losch (Lotus)
- Charley Grapewin (pare vell)
- Jessie Ralph (Cuckoo)
- Soo Yong (tieta)
- Keye Luke (fill gran)
- Roland Lui (fill petit)
- Suzanna Kim (petita boja)
- Ching Wah Lee (Ching)
- Harold Huber: (cosí)

## Producció
La producció de la pel·lícula durà quatre anys i costà 2,8 milions de dòlars. Per tal de fer la pel·lícula el més autèntica possible, Thalberg envià una unitat a la Xina per rodar gran quantitat d’escenes que creessin l’atmosfera adient. Cedric Gibbons i el director artísitc Harry Oliver treballaren durant dos anys per tal d’aconseguir convertir un terreny de 500 acres a la Vall de San Fernando en una rèplica d’una província xinesa, amb els seus palaus i camps d’arròs. Tot i que Thalberg inicialment es plantejà usar actors asiàtics, fou conscient que la gran despesa requeria que la pel·lícula fos protagonitzada per grans estrelles. Com a protagonista s’escollí a Paul Muni però l’elecció l’actriu vingué condicionada pel codi Hays que impedia que actors asiàtics i caucàsics apareguessin com marit i muller, encara que en aquest cas interpretessin dos personatges xinesos. Anna May Wong refusà el paper de Lotus, ella hagués volgut interpretar O-Lan, amb l’argument que justament l’únic dels papers importants que seria interpretat per una persona d’ascendència asiàtica tenia el rol de malvada. Fou la darrera pel·lícula produïda per Irving Thalberg i a l’inici de la pel·lícula, aquesta es dedicava a la seva memòria. La pel·lícula tingué un gran èxit de crítica i públic i fou considerada el tribut apropiat al seu productor. La revista FIlm Daily la col·locà la primera de la llista de les 10 millors pel·lícules de l'any anterior segons una enquesta realitzada a 531 crítics.

## Premis i nominacions
| Premi                               | Categoria                     | Nominats                                             | Resultat  |
| ----------------------------------- | ----------------------------- | ---------------------------------------------------- | --------- |
| Premis Oscar de 1937                | Millor Pel·lícula             | Irving Thalberg i Albert Lewin (Metro-Goldwyn-Mayer) | Nominat   |
| Premis Oscar de 1937                | Millor director               | Sidney Franklin                                      | Nominat   |
| Premis Oscar de 1937                | Millor actriu                 | Luise Rainer                                         | Guanyador |
| Premis Oscar de 1937                | Millor fotografia             | Karl Freund                                          | Guanyador |
| Premis Oscar de 1937                | Millor muntatge               | Basil Wrangell                                       | Nominat   |
| Premis del National Board of Review | 10 pel·lícules més destacades | The Good Earth                                       | Guanyador |
| Premis del National Board of Review | Millor actuació               | Luise Rainer                                         | Guanyador |